# Eugène Halléguen
Pour les articles homonymes, voir Halléguen.
Eugène Halléguen (Châteaulin, 3 octobre 1813 – Paris 6e, 16 janvier 1879) est un médecin et historien français. 

## Publications sélectives
- Les Celtes, les Armoricains, les Bretons, Paris : A. Durand, 1859 (lire en ligne).
- L'Armorique bretonne celtique, romaine et chrétienne ou les origines armorico-bretonnes, 2 volumes, Paris : Durand/Didier, 1864-1872 (lire en ligne : Tome I & Tome II).
- Essai sur l'histoire littéraire de l'Armorique-Bretagne, Châteaulin : F. Amelot, 1873.